# لیائو فان
لیائو فان (به انگلیسی: Liao Fan) (زاده ۱۴ فوریه ۱۹۷۴) بازیگر چینی است.
از فیلم‌های معروف او می‌توان به بازی در فیلم زودیاک چینی اشاره کرد.